# 대기속도
대기속도 또는 에어스피드(airspeed)는 대기에 대한 항공기 상대속도이다. 속도를 측정하는 방법에 따라 다음과 같은 종류가 있다.

## 계기 대기속도
계기 대기속도(IAS, indicated airspeed)는 조종석 속도 계기에 나타난 지시값을 의미하며, 비표준 상태나 오차(공기밀도, 피토튜브 설치, 계기, 자세변화)를 교정하기 전의 값이다.

## IAS 보정 대기속도
IAS 보정 대기속도(CAS, calibrated airspeed)는 IAS 계기 위치와 장착 에러를 보정한 대기속도를 의미한다.

## 등가 대기속도
등가 대기속도(EAS, equivalent airspeed)는 CAS에 압축성 공기의 영향을 고려한 속도이다. 구조물 하중, 엔진, 성능 등을 계산시 사용한다.

## 진 대기속도
진 대기속도(TAS, true airspeed)는 EAS에 고도에 따른 공기 밀도에 대한 영향을 고려한 속도이다.

## 대지속도
대지속도(GS, ground speed)는 항공기가 실제 지면 또는 해면을 기준으로 움직이는 속도를 의미한다. GPS를 기준으로 속도를 측정하기 때문에 실제 속도와는 차이가 있다.

## 같이 보기
- 국제 민간 항공 기구
- 비행계기